# Primer Congreso Catalanista
El Primer Congreso Catalanista fue una asamblea celebrada en Barcelona (España) entre el 9 de octubre y el 14 de noviembre de 1880 para fijar el ideario del catalanismo político. Fue convocada por Valentín Almirall, propietario, editor y redactor del Diari Català, mediante un artículo publicado el 8 de agosto de ese mismo año con el título Lo Primer Congreso Catalanista. En él Almirall proponía que el congreso fuera el punto de partida para la constitución de un Centro catalanista que aglutinase las diversas tendencias, pudiendo participar en actividades políticas con voz propia —el futuro Centre Català—. El programa del Congreso fue publicado en la significativa fecha del 11 de septiembre.

## Historia
La iniciativa de Almirall fue criticada por algunos sectores conservadores del incipiente catalanismo político, como el canónigo Jaume Collell o Juan Mañé Flaquer, director del Diario de Barcelona, quien tras la celebración del congreso escribió que «el espíritu catalanista es no solamente distinto, sino absolutamente contrario al espíritu catalán». Desde los sectores españolistas se destacó que en el programa del Congreso apareciera el escudo de Cataluña atravesado por un puñal y «¿Sabe el lector qué símbolo ostenta el puño del arma homicida? Los blasones de Castilla y de León».
La comisión organizadora estuvo formada por Valentí Almirall, Rossend Arús, Pere Sacases, Enric Batlló, Francesc Orilla y Carles Pirozzini, y  debutó como escritor Santiago Rusiñol. Participaron 1 282 congresistas de diferentes tendencias políticas y culturales, desde los castelaristas del diario La Publicidad, los aglutinados alrededor de la Gaceta de Cataluña, los catalanistas literarios de Lo Gay Saber, los catalanistas católicos de La Veu de Montserrat y los catalanistas románticos de La Renaixensa.
La división fundamental del Congreso surgió entre los partidarios y los contrarios a la acción política que ya se puso de manifiesto en la votación inicial para la mesa del congreso, cuando los primeros votaron por la «candidatura no separatista del Diari Català» encabezada por Almirall y los segundos por la «candidatura no política de La Renaixença» de Alberto de Quintana. Estos últimos, encabezados por Ángel Guimerá, acabarían abandonando el Congreso y combatirían los postulados de Almirall desde el periódico La Renaixensa que dos meses después se convertiría en diario. Por su parte Almirall y los que le apoyaban fundarían en junio de 1882 el Centre Català, la plataforma unitaria acordada en el Congreso y cuyo primer presidente sería Frederic Soler, actuando Almirall como secretario.
Junto con de la fundación del Centre Catalá, los principales acuerdos adoptados en el Congreso fueron nombrar una comisión para velar el mantenimiento del derecho catalán y constituir una Acadèmia de la Llengua Catalana. 
En junio de 1883 se celebró un Segundo Congreso Catalanista, en el que participaron menos entidades y en el que se decidió formar un partido político exclusivamente catalán.